# The Christmas Song (Christina Aguilera)
The Christmas Song è un singolo della cantante statunitense Christina Aguilera pubblicato il 23 novembre 2000 come singolo estratto dal suo primo album natalizio, My Kind of Christmas. Il brano è una cover dell'incisione di Mel Tormé. Il singolo ha raggiunto la diciottesima posizione della Billboard Hot 100. È stato girato un video per il brano, diretto da Doug Biro e Clare Davies.

## Tracce
CD singolo
1. The Christmas Song (Chestnuts Roasting On An Open Fire) (Thunderpuss 2000 Holiday Remix) – 3:59
2. Genie in a Bottle (Eddie Arroyo Rhythm Mix) – 4:26

## Classifiche
| Classifica  | Posizione massima |
| ----------- | ----------------- |
| Stati Uniti | 18                |